# José Alves dos Santos Júnior
José Alves dos Santos Júnior, auch bekannt als Júnior Mineiro, (* 29. Juli 1969 in Belo Horizonte) ist ein ehemaliger brasilianischer Fußballtrainer und -spieler.

## Karriere
Júnior begann seine Profilaufbahn 1986 beim brasilianischen América Mineiro. Von 1993 bis 1994 war er außerdem noch bei den Vereinen Fluminense FC und Ituano FC unter Vertrag. 1995 wechselte er zum japanischen Erstligisten Bellmare Hiratsuka. 1995 gewann er mit dem Verein den Asienpokal der Pokalsieger. 1996 wechselte er zum Zweitligisten Tokyo Gas. 1998 wechselte er zum portugiesischen SC Beira-Mar. 1999 kehrte er nach Brasilien zurück. Hier spielte er bis 2000 für Náutico Capibaribe und América Mineiro.

## Erfolge
Bellmare Hiratsuka
- Asienpokal der Pokalsieger: 1995